# Filialkirche Erpfendorf

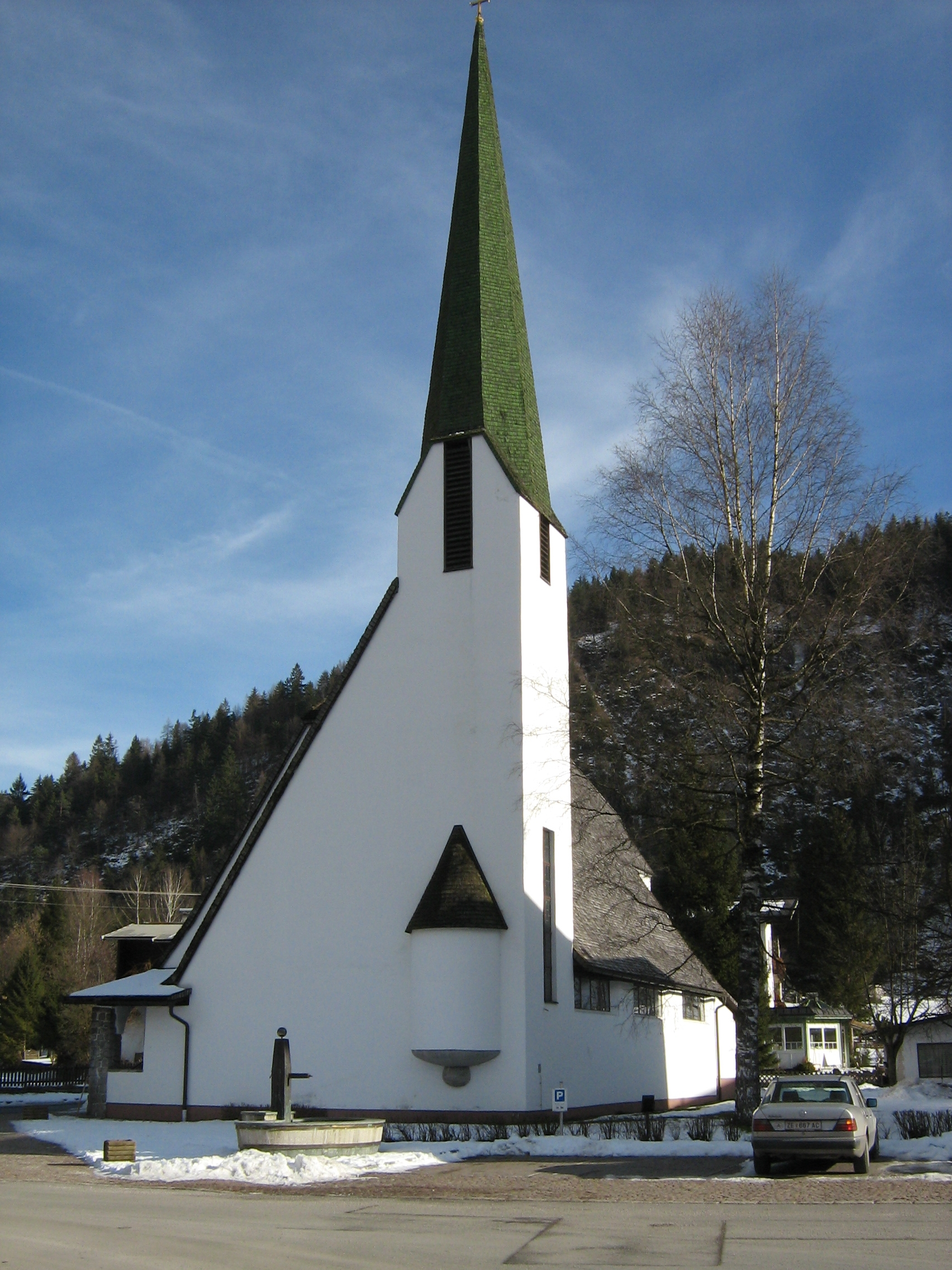
Katholische Filialkirche hl. Barbara in Erpfendorf

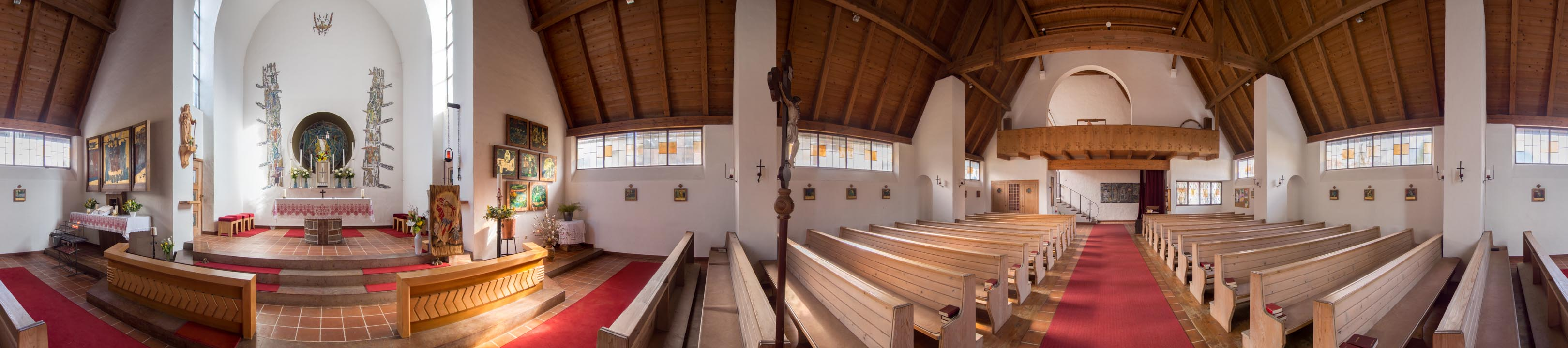
Kircheninneres als Panorama

Die Filialkirche Erpfendorf steht in Erpfendorf in der Gemeinde Kirchdorf in Tirol im Bezirk Kitzbühel im Bundesland Tirol. Die dem Patrozinium hl. Barbara von Nikomedien unterstellte römisch-katholische Filialkirche gehört zum Dekanat St. Johann in Tirol in der Erzdiözese Salzburg. Die Kirche steht unter Denkmalschutz (Listeneintrag).

## Geschichte
Die Kirche wurde um 1954/1956/1957 nach den Plänen des Architekten Clemens Holzmeister erbaut.

## Architektur
An den einschiffigen Kirchenbau mit einem tief abgeschlepptem Satteldach und einem Turm mit Spitzhelm schließt im Süden ein erkerartiger Chor an, der mit dem Dachwerk verbunden ist und auf beiden Seiten von den Sakristeianbauten flankiert wird.
Das Kircheninnere zeigt einen offenen Dachstuhl. Durch den Kontrast von niedrigen, dunklen und hohen, hellen Zonen verleihen dem Raum eine bemerkenswerte Intensität. Das Schräglich von oben wirkt eine starke Betonung des Altarraumes.
Das Relief über dem Eingang schuf Fritz Wotruba, die Zeichnungen an den Betontoren Oskar Kokoschka. Die abstrakten Glasfenster, die damals im Kirchenbau noch unüblich waren, gestaltete Josef Mikl.

## Ausstattung
Die Kreuzigungsgruppe schuf der Bildhauer Sepp Baumgartner, das Mosaik an der Altarwand schuf der Maler Richard Kurt Fischer, die Madonna schuf der Bildhauer Hans Pontiller, alle in der Bauzeit.
Das Leinwandbild Kreuzigung malte Simon Benedikt Faistenberger 1720.